# هندوستان موتورز
هندوستان موتورز (به انگلیسی: Hindustan Motors) شرکت خودروسازی هندی است، که بخشی از گروه صنعتی سی‌کی بیرلا به‌شمار می‌آید. این شرکت پیش از ظهور شرکت ماروتی سوزوکی، بزرگترین شرکت خودروسازی هند بود. شرکت هندوستان موتورز سازنده خودروی هندوستان سفیر است، که عمومأ به‌عنوان تاکسی و لیموزین‌های دولتی، مورد استفاده قرار می‌گیرند؛ این خودرو بر پایه محصول شرکت بریتانیایی موریس موتورز که مربوط به سال ۱۹۵۴ می‌باشد، ساخته شده‌است.
شرکت هندوستان موتورز یکی از سه خودروساز اصلی هند است که در سال ۱۹۴۲ تأسیس شد. هندوستان موتورز فعالیت خود را از کارخانه‌ای در بندر اوخا، نزدیک گجرات آغاز کرد و در سال ۱۹۴۸ به اوتارپارا، در بنگال غربی انتقال یافت.
در ۱۱ فوریه ۲۰۱۷، طی قراردادی برند امباسادور هندوستان موتورز (که در واقع تنها برند زنده این شرکت بود) به مبلغ ۸۰ کرور روپیه هند به گروه پی‌اس‌ای فروخته شد و عملاً این خودروساز فرانسوی، مالک هندوستان موتورز شد.